# Élections législatives de 2024 en Indre-et-Loire
Les élections législatives françaises de 2024 en Indre-et-Loire se déroulent les 30 juin et 7 juillet 2024. Dans le département, cinq députés sont à élire dans le cadre de cinq circonscriptions, à la suite de la dissolution de l'Assemblée nationale par Emmanuel Macron.
Le choix de cette dissolution est pris après la défaite de la liste Renaissance aux élections européennes qui ont eu lieu le 9 juin 2024.
Malgré une importante progression du Rassemblement national, qui se qualifie pour quatre seconds tours contre seulement un en 2022, le scrutin aboutit à la réélection de quatre députés, dont trois soutenant Emmanuel Macron, et à l'élection du socialiste Laurent Baumel contre une macroniste sortante. 

## Contexte
| Circonscription | RN      | ENS     | PS - PP | LFI     | LR     |
| --------------- | ------- | ------- | ------- | ------- | ------ |
| Circonscription |         |         |         |         |        |
| 1re             | 16,19 % | 15,62 % | 20,18 % | 15,07 % | 8,22 % |
| 2e              | 32 %    | 16,36 % | 14,99 % | 6,5 %   | 6,98 % |
| 3e              | 30,07 % | 17,09 % | 14,66 % | 7,32 %  | 7,54 % |
| 4e              | 29,85 % | 16,31 % | 15,14 % | 8,36 %  | 6,92 % |
| 5e              | 31,09 % | 16,35 % | 14,61 % | 6,28 %  | 8,43 % |

## Système électoral
Les élections législatives ont lieu au scrutin uninominal majoritaire à deux tours dans des circonscriptions uninominales.
Est élu au premier tour le candidat qui réunit la majorité absolue des suffrages exprimés et un nombre de voix au moins égal au quart des électeurs inscrits dans la circonscription, soit 25 %. Si aucun des candidats ne satisfait ces conditions, un second tour est organisé entre les candidats ayant réuni un nombre de voix au moins égal à un huitième des inscrits, soit 12,5 %. Les deux candidats arrivés en tête du 1er tour se maintiennent néanmoins par défaut si un seul ou aucun d'entre eux n'a atteint ce seuil. Au second tour, le candidat arrivé en tête est déclaré élu,.
Le seuil de qualification basé sur un pourcentage du total des inscrits et non des suffrages exprimés rend plus difficile l'accès au second tour lorsque l'abstention est élevée. Le système permet en revanche l'accès au second tour de plus de deux candidats si plusieurs d'entre eux franchissent le seuil de 12,5 % des inscrits. Les candidats en lice au second tour peuvent ainsi être trois, un cas de figure appelé « triangulaire ». Les second tours où s'affrontent quatre candidats, appelés « quadrangulaire » sont également possibles, mais beaucoup plus rares,.

### Partis et nuances
Les résultats des élections sont publiés en France par le ministère de l'Intérieur, qui classe les partis en leur attribuant des nuances politiques. Ces dernières sont décidées par les préfets, qui les attribuent indifféremment de l'étiquette politique déclarée par les candidats, qui peut être celle d'un parti ou une candidature sans étiquette.
Seuls le Parti communiste français (COM), La France insoumise (FI), le Parti socialiste (SOC), le Parti radical de gauche (RDG), Les Écologistes (VEC), Renaissance (RE), le Mouvement démocrate (MDM), Horizons (HOR), l'Union des démocrates et indépendants (UDI), Les Républicains (LR), le Rassemblement national (RN) et Reconquête (REC) se voient attribuer en 2024 des nuances propres. Les coalitions Ensemble et Nouveau front populaire, ainsi que les candidats de l'alliance LR-Ciotti-RN, en bénéficient également indirectement, les nuances Ensemble ! (Majorité présidentielle) (ENS), Union de la gauche (UG) et Union de l'extrême-droite (UXD) étant attribuables aux candidats bénéficiant respectivement du soutien de deux partis du centre, de deux partis de gauche ou de deux partis d'extrême-droite,.
Tous les autres partis se voient attribuer l'une ou l'autre des nuances suivantes : EXG (extrême gauche), DVG (divers gauche), ECO (écologiste), REG (régionaliste), DVC (divers centre), DVD (divers droite), DSV (droite souverainiste) et EXD (extrême droite). Des partis comme Debout la France ou Lutte ouvrière ne disposent ainsi pas de nuances propres, et leurs résultats nationaux ne sont pas publiés séparément par le ministère, car mélangés avec d'autres partis (respectivement dans les nuances DSV et EXG).

## Résultats

### Élus
| Circonscription | Député sortant   | Parti | Parti | Groupe | Député élu ou réélu | Parti | Parti | Groupe |
| --------------- | ---------------- | ----- | ----- | ------ | ------------------- | ----- | ----- | ------ |
| 1re             | Charles Fournier |       | LÉ    | ÉCO    | Charles Fournier    |       | LÉ    | ÉCO    |
| 2e              | Daniel Labaronne |       | RE    | RE     | Daniel Labaronne    |       | RE    | EPR    |
| 3e              | Henri Alfandari  |       | HOR   | HOR    | Henri Alfandari     |       | HOR   | HOR    |
| 4e              | Fabienne Colboc  |       | RE    | RE     | Laurent Baumel      |       | PS    | SOC    |
| 5e              | Sabine Thillaye  |       | MoDem | DEM    | Sabine Thillaye     |       | MoDem | DEM    |

### Résultats à l'échelle du département

#### Résultats par coalition
| Parti                                       | Parti                                       | Parti                       | Premier tour | Premier tour | Premier tour | Second tour   | Second tour   | Second tour | Total Sièges  | +/-           |
| Parti                                       | Parti                                       | Parti                       | Voix         | %            | Sièges       | Voix          | %             | Sièges      | Total Sièges  | +/-           |
| ------------------------------------------- | ------------------------------------------- | --------------------------- | ------------ | ------------ | ------------ | ------------- | ------------- | ----------- | ------------- | ------------- |
|                                             |                                             | Rassemblement national (RN) | 72 712       | 24,25        | 0            | 73 390        | 25,72         | 0           | 0             | en stagnation |
|                                             | Républicains à droite (RAD)                 | 21 724                      | 7,24         | 0            | 24 896       | 8,72          | 0             | 0           | Nv            |               |
| Total Rassemblement national et alliés (RN) | Total Rassemblement national et alliés (RN) | 94 436                      | 31,49        | 0            | 98 286       | 34,44         | 0             | 0           | en stagnation |               |
|                                             |                                             | Renaissance (RE)            | 49 226       | 16,41        | 0            | 54 512        | 19,10         | 1           | 1             | 1             |
|                                             | Horizons (HOR)                              | 22 174                      | 7,39         | 0            | 41 028       | 14,38         | 1             | 1           | en stagnation |               |
|                                             | Mouvement démocrate (MoDem)                 | 16 025                      | 5,34         | 0            | 34 741       | 12,17         | 1             | 1           | en stagnation |               |
| Total Ensemble pour la République (ENS)     | Total Ensemble pour la République (ENS)     | 87 425                      | 29,15        | 0            | 130 281      | 45,65         | 3             | 3           | 1             |               |
|                                             |                                             | La France insoumise (LFI)   | 32 131       | 10,71        | 0            | Retrait       | Retrait       | Retrait     | 0             | en stagnation |
|                                             | Les Écologistes (LÉ)                        | 21 250                      | 7,09         | 0            | 23 624       | 8,28          | 1             | 1           | en stagnation |               |
|                                             | Parti socialiste (PS)                       | 18 374                      | 6,13         | 0            | 33 179       | 11,63         | 1             | 1           | 1             |               |
|                                             | Parti communiste français (PCF)             | 14 457                      | 4,82         | 0            | Retrait      | Retrait       | Retrait       | 0           | en stagnation |               |
| Total Nouveau Front populaire (NFP)         | Total Nouveau Front populaire (NFP)         | 86 212                      | 28,75        | 0            | 56 803       | 19,91         | 2             | 2           | 1             |               |
|                                             |                                             | Les Républicains (LR)       | 18 989       | 6,33         | 0            |               |               |             | 0             | en stagnation |
| Total Union de la droite et du centre (UDC) | Total Union de la droite et du centre (UDC) | 18 989                      | 6,33         | 0            | 0            | en stagnation |               |             |               |               |
|                                             | Lutte ouvrière (LO)                         | Lutte ouvrière (LO)         | 3 902        | 1,30         | 0            | 0             | en stagnation |             |               |               |
|                                             | Reconquête (REC)                            | Reconquête (REC)            | 2 996        | 1,00         | 0            | 0             | en stagnation |             |               |               |
|                                             | Sans étiquette (SE)                         | Sans étiquette (SE)         | 5 942        | 1,98         | 0            | 0             | en stagnation |             |               |               |
|                                             |                                             |                             |              |              |              |               |               |             |               |               |
| Suffrages exprimés                          | Suffrages exprimés                          | Suffrages exprimés          | 299 902      | 97,30        |              | 285 370       | 93,57         |             |               |               |
| Votes blancs                                | Votes blancs                                | Votes blancs                | 5 810        | 1,88         | 14 419       | 4,73          |               |             |               |               |
| Votes nuls                                  | Votes nuls                                  | Votes nuls                  | 2 527        | 0,82         | 5 200        | 1,70          |               |             |               |               |
| Total                                       | Total                                       | Total                       | 308 239      | 100          | 0            | 304 989       | 100           | 5           | 5             | en stagnation |
| Abstention                                  | Abstention                                  | Abstention                  | 136 667      | 30,72        |              | 140 003       | 31,46         |             |               |               |
| Inscrits/Participation                      | Inscrits/Participation                      | Inscrits/Participation      | 444 906      | 69,28        | 444 992      | 68,54         |               |             |               |               |

#### Résultats par nuances
| Nuance                 | Nuance                        | Nuance                 | Premier tour | Premier tour | Premier tour | Second tour | Second tour   | Second tour | Total Sièges | +/-           |  |
| Nuance                 | Nuance                        | Nuance                 | Voix         | %            | Sièges       | Voix        | %             | Sièges      | Total Sièges | +/-           |  |
| ---------------------- | ----------------------------- | ---------------------- | ------------ | ------------ | ------------ | ----------- | ------------- | ----------- | ------------ | ------------- |  |
|                        | Ensemble pour la République ! | ENS                    | 87 425       | 29,15        | 0            | 130 281     | 45,65         | 3           | 3            | 1             |  |
|                        | Union de la gauche            | UG                     | 86 212       | 28,75        | 0            | 56 803      | 19,91         | 2           | 2            | 1             |  |
|                        | Rassemblement national        | RN                     | 72 712       | 24,25        | 0            | 73 390      | 25,72         | 0           | 0            | en stagnation |  |
|                        | Union de l'extrême droite     | UXD                    | 21 724       | 7,24         | 0            | 24 896      | 8,72          | 0           | 0            | Nv            |  |
|                        | Les Républicains              | LR                     | 18 989       | 6,33         | 0            |             |               |             | 0            | en stagnation |  |
|                        | Divers                        | DIV                    | 4 252        | 1,42         | 0            | 0           | en stagnation |             |              |               |  |
|                        | Extrême gauche                | EXG                    | 3 902        | 1,30         | 0            | 0           | en stagnation |             |              |               |  |
|                        | Reconquête                    | REC                    | 2 996        | 1,00         | 0            | 0           | en stagnation |             |              |               |  |
|                        | Divers gauche                 | DVG                    | 1 690        | 0,56         | 0            | 0           | Nv            |             |              |               |  |
|                        |                               |                        |              |              |              |             |               |             |              |               |  |
| Suffrages exprimés     | Suffrages exprimés            | Suffrages exprimés     | 299 902      | 97,30        |              | 285 370     | 93,57         |             |              |               |  |
| Votes blancs           | Votes blancs                  | Votes blancs           | 5 810        | 1,88         | 14 419       | 4,73        |               |             |              |               |  |
| Votes nuls             | Votes nuls                    | Votes nuls             | 2 527        | 0,82         | 5 200        | 1,70        |               |             |              |               |  |
| Total                  | Total                         | Total                  | 308 239      | 100          | 0            | 304 989     | 100           | 5           | 5            | en stagnation |  |
| Abstention             | Abstention                    | Abstention             | 136 667      | 30,72        |              | 140 003     | 31,46         |             |              |               |  |
| Inscrits/Participation | Inscrits/Participation        | Inscrits/Participation | 444 906      | 69,28        | 444 992      | 68,54       |               |             |              |               |  |

### Résultats par circonscription

#### Première circonscription
Député sortant : Charles Fournier (Les Écologistes)
| Candidat                 | Candidat                 | Parti et coalition       | Nuance                   | Premier tour | Premier tour | Second tour | Second tour |
| Candidat                 | Candidat                 | Parti et coalition       | Nuance                   | Voix         | %            | Voix        | %           |
| ------------------------ | ------------------------ | ------------------------ | ------------------------ | ------------ | ------------ | ----------- | ----------- |
|                          | Charles Fournier         | LÉ (NFP)                 | UG                       | 21 250       | 45,32        | 23 624      | 57,91       |
|                          | Benoist Pierre           | RE (ENS)                 | ENS                      | 11 333       | 24,17        | 17 169      | 42,09       |
|                          | Lisa Garbay              | RN                       | RN                       | 8 870        | 18,92        |             |             |
|                          | Lucas Janer              | LR (UDC)                 | LR                       | 2 774        | 5,92         |             |             |
|                          | Alain Dayan              | SE                       | DVG                      | 1 690        | 3,60         |             |             |
|                          | Arnaud Ossart            | REC                      | REC                      | 496          | 1,06         |             |             |
|                          | Thomas Jouhannaud        | LO                       | EXG                      | 473          | 1,01         |             |             |
|                          |                          |                          |                          |              |              |             |             |
| Votes valides            | Votes valides            | Votes valides            | Votes valides            | 46 886       | 98,28        | 40 793      | 91,67       |
| Votes blancs             | Votes blancs             | Votes blancs             | Votes blancs             | 565          | 1,18         | 2 699       | 6,06        |
| Votes nuls               | Votes nuls               | Votes nuls               | Votes nuls               | 254          | 0,53         | 1 010       | 2,27        |
| Total                    | Total                    | Total                    | Total                    | 47 705       | 100          | 44 502      | 100         |
| Abstention               | Abstention               | Abstention               | Abstention               | 24 259       | 33,71        | 27 487      | 38,18       |
| Inscrits / participation | Inscrits / participation | Inscrits / participation | Inscrits / participation | 71 964       | 66,29        | 71 989      | 61,82       |

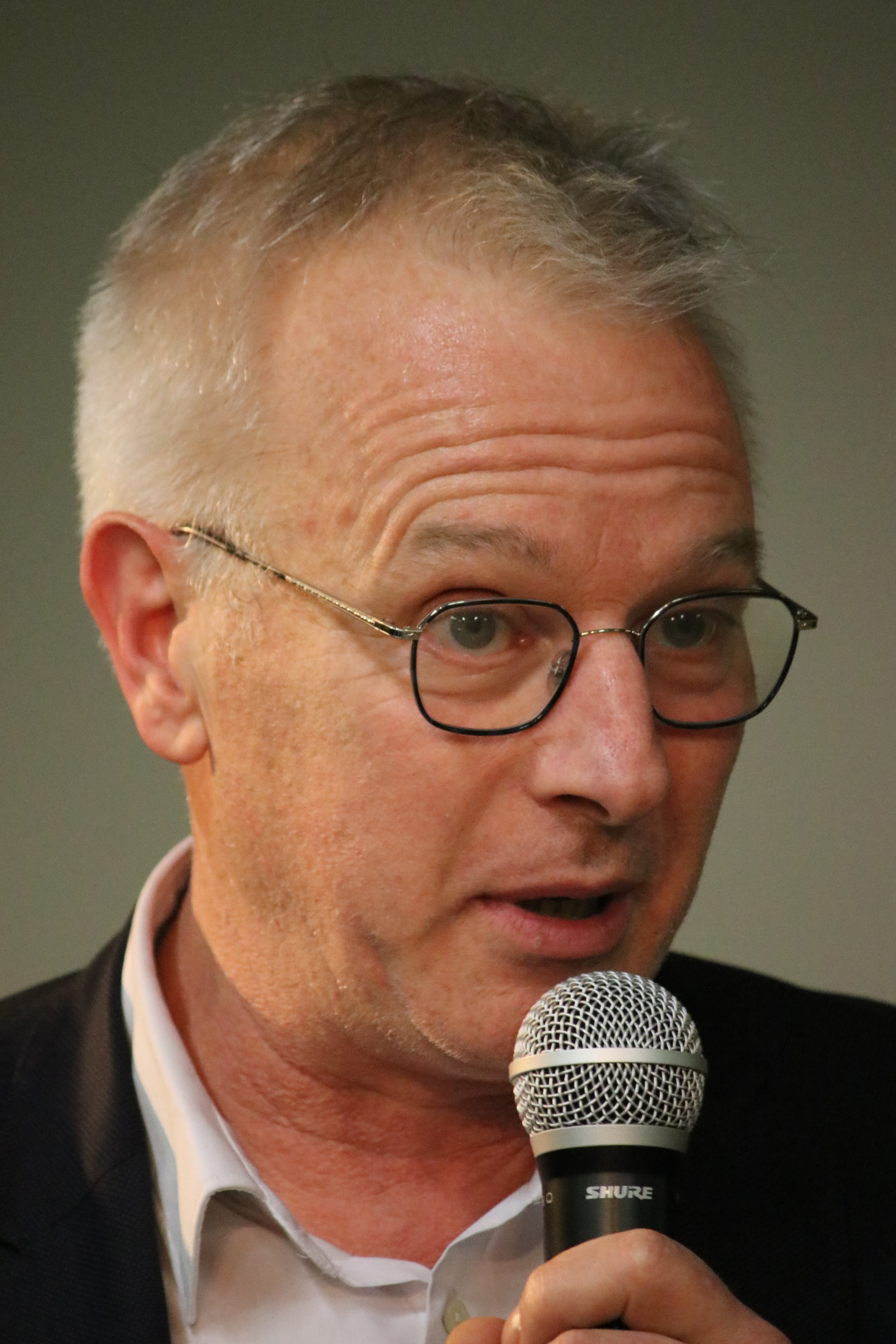
Le député écologiste Charles Fournier et ancien vice-président du conseil régional.

La première circonscription d'Indre-et-Loire couvre uniquement la ville de Tours et la quasi-totalité de celle-ci, à l'exception de la partie nord-ouest de Tours-Nord, incluse dans la 5e circonscription. Historiquement un bastion de la droite, elle est détenue, de 1958 à 1997, par le député-maire de Tours Jean Royer. En 2007, elle bascule à gauche pour la première fois, avec l'élection du socialiste Jean-Patrick Gille. Après la législature 2017-2022 sous le camp présidentiel d'Emmanuel Macron, l'écologiste Charles Fournier est élu avec 53,5 % des voix. Deux ans plus tard, le député sortant améliore son score tandis que l'extrême-droite progresse, tout en étant la seule circonscription du département où elle ne se qualifie pas au second tour.
Au premier tour, le député sortant réalise de solides résultats dans le quartier du Sanitas (jusqu'à 64 %), dans le centre-ville (61 %) et dans le quartier Paul-Bert (58 %) tandis que le camp présidentiel performe dans le centre-ville (jusqu'à 34 %), ainsi qu'aux Prébendes (33 %) et Rochepinard (30 %). Enfin, l'extrême-droite obtient ses meilleurs résultats aux Tourettes (jusqu'à 32 %), à Montjoyeux (30 %), à la Bergeonnerie et aux Fontaines (28 %).

#### Deuxième circonscription
Député sortant : Daniel Labaronne (Renaissance)
| Candidat                 | Candidat                 | Parti et coalition       | Nuance                   | Premier tour | Premier tour | Second tour | Second tour |
| Candidat                 | Candidat                 | Parti et coalition       | Nuance                   | Voix         | %            | Voix        | %           |
| ------------------------ | ------------------------ | ------------------------ | ------------------------ | ------------ | ------------ | ----------- | ----------- |
|                          | Corine Fougeron          | RN                       | RN                       | 22 396       | 35,08        | 24 906      | 40,01       |
|                          | Daniel Labaronne         | RE (ENS)                 | ENS                      | 20 801       | 32,58        | 37 343      | 59,99       |
|                          | Christelle Gobert        | LFI (NFP)                | UG                       | 14 891       | 23,33        | Retrait     | Retrait     |
|                          | Maxime Maintier          | LR (UDC)                 | LR                       | 4 123        | 6,46         |             |             |
|                          | Anne Brunet              | LO                       | EXG                      | 938          | 1,47         |             |             |
|                          | Philippe Saintignan      | REC                      | REC                      | 688          | 1,08         |             |             |
|                          |                          |                          |                          |              |              |             |             |
| Votes valides            | Votes valides            | Votes valides            | Votes valides            | 63 837       | 97,21        | 62 249      | 94,93       |
| Votes blancs             | Votes blancs             | Votes blancs             | Votes blancs             | 1 302        | 1,98         | 2 426       | 3,70        |
| Votes nuls               | Votes nuls               | Votes nuls               | Votes nuls               | 530          | 0,81         | 901         | 1,37        |
| Total                    | Total                    | Total                    | Total                    | 65 669       | 100          | 65 576      | 100         |
| Abstention               | Abstention               | Abstention               | Abstention               | 27 451       | 29,48        | 27 563      | 29,59       |
| Inscrits / participation | Inscrits / participation | Inscrits / participation | Inscrits / participation | 93 120       | 70,52        | 93 139      | 70,41       |

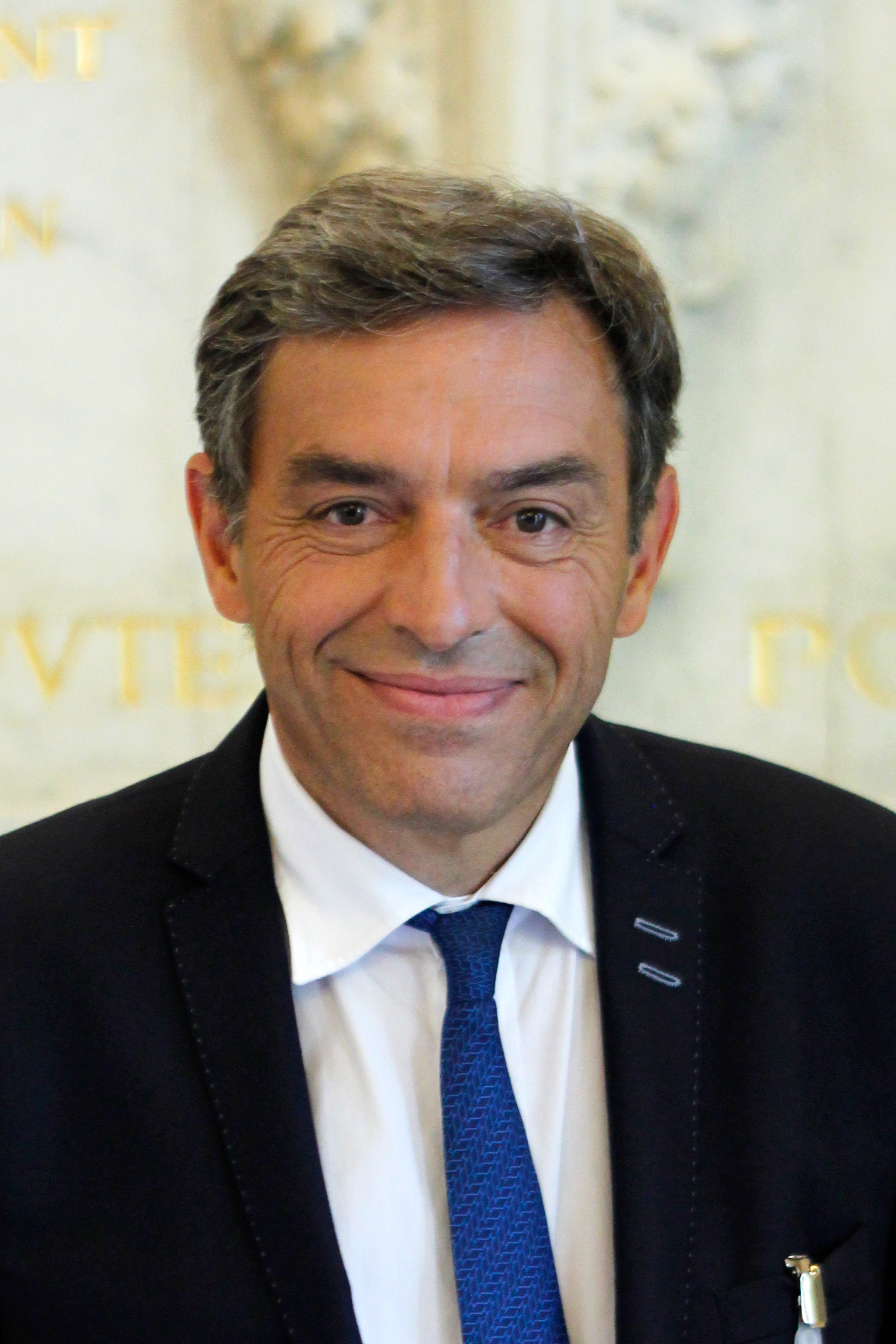
Daniel Labaronne, député depuis 2017.

La deuxième circonscription couvre le nord-est du département et une partie de la métropole tourangelle. Historiquement implantée à droite, elle est conquise par la gauche lors d'un scrutin partiel en 1995, avant de repasser à droite en 2002 avec l'élection de Claude Greff, député jusqu'en 2017 lors de sa défaite face au candidat macroniste Daniel Labaronne. Réélu en 2022 face à l'union de la gauche avec 55 % des voix, il affronte le Rassemblement national deux ans plus tard et améliore son score au second tour.
Le député sortant est en tête dans tous les chefs-lieux de cantons, mais surperforme dans les villes proches de Tours avec 70 % à Vouvray et 66 % à Montlouis-sur-Loire, ainsi que 63 % à Amboise, et sous-performe à Bléré avec 59 % et 51 % à Château-Renault. 

#### Troisième circonscription
Député sortant : Henri Alfandari (Horizons)
| Candidat                 | Candidat                 | Parti et coalition       | Nuance                   | Premier tour | Premier tour | Second tour | Second tour |
| Candidat                 | Candidat                 | Parti et coalition       | Nuance                   | Voix         | %            | Voix        | %           |
| ------------------------ | ------------------------ | ------------------------ | ------------------------ | ------------ | ------------ | ----------- | ----------- |
|                          | Henri Alfandari          | HOR (ENS)                | ENS                      | 22 174       | 32,87        | 41 028      | 62,24       |
|                          | Jules Robin              | RÀD (RN)                 | UXD                      | 21 724       | 32,21        | 24 896      | 37,76       |
|                          | Sandra Barbier           | LFI (NFP)                | UG                       | 17 240       | 25,56        | Retrait     | Retrait     |
|                          | Emmanuel François        | SE                       | DIV                      | 3 248        | 4,82         |             |             |
|                          | Christophe Legendre      | LO                       | EXG                      | 1 060        | 1,57         |             |             |
|                          | Amin Brimou              | SE                       | DIV                      | 1 004        | 1,49         |             |             |
|                          | Xavier Bourin            | REC                      | REC                      | 1 003        | 1,49         |             |             |
|                          |                          |                          |                          |              |              |             |             |
| Votes valides            | Votes valides            | Votes valides            | Votes valides            | 67 453       | 96,62        | 65 924      | 94,70       |
| Votes blancs             | Votes blancs             | Votes blancs             | Votes blancs             | 1 633        | 2,34         | 2 767       | 3,98        |
| Votes nuls               | Votes nuls               | Votes nuls               | Votes nuls               | 729          | 1,04         | 919         | 1,32        |
| Total                    | Total                    | Total                    | Total                    | 69 815       | 100          | 69 610      | 100         |
| Abstention               | Abstention               | Abstention               | Abstention               | 29 596       | 29,77        | 29 825      | 29,99       |
| Inscrits / participation | Inscrits / participation | Inscrits / participation | Inscrits / participation | 99 411       | 70,23        | 99 435      | 70,01       |

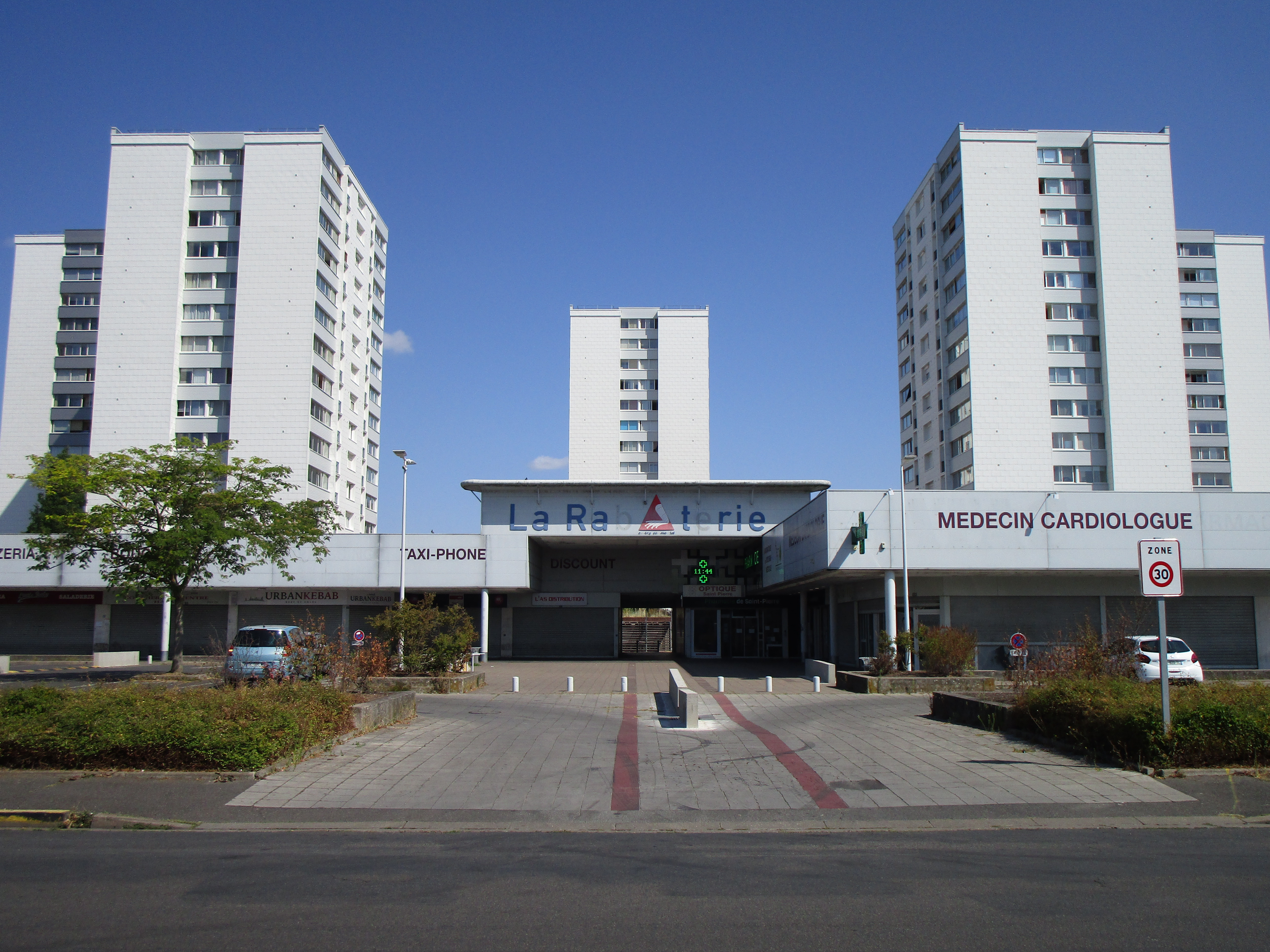
Saint-Pierre-des-Corps est la commune la plus peuplée de la circonscription.

La troisième circonscription couvre le sud-est du département, y compris la portion sud et est de la métropole tourangelle, dont Saint-Pierre-des-Corps. Disputée entre la gauche et la droite, elle est notamment détenue par la socialiste Marisol Touraine de 2007 à 2017, jusqu'à sa défaite au profit d'une candidate centriste. En 2022, Henri Alfandari est élu avec 57 % des voix au second tour contre la gauche, avec l'étiquette Horizons.
Deux ans plus tard, l'extrême-droite améliore considérablement son score. Le candidat Jules Robin, proche d'Éric Ciotti soutenu par le Rassemblement national, arrive deuxième et la gauche se désiste en soutien au député sortant. Celui-ci est réélu avec une meilleure marge et est en tête dans tous les chefs-lieux de cantons, avec 74 % des voix à Saint-Pierre-des-Corps et Saint-Avertin, 67 % à Chambray-lès-Tours, 64 % à Loches et 53 % à Descartes, son moins bon score.

#### Quatrième circonscription
Députée sortante : Fabienne Colboc (Renaissance)
| Candidat                 | Candidat                 | Parti et coalition       | Nuance                   | Premier tour | Premier tour | Second tour | Second tour |
| Candidat                 | Candidat                 | Parti et coalition       | Nuance                   | Voix         | %            | Voix        | %           |
| ------------------------ | ------------------------ | ------------------------ | ------------------------ | ------------ | ------------ | ----------- | ----------- |
|                          | Jean-François Bellanger  | RN                       | RN                       | 20 328       | 32,89        | 24 615      | 42,59       |
|                          | Laurent Baumel           | PS (NFP)                 | UG                       | 18 374       | 29,73        | 33 179      | 57,41       |
|                          | Fabienne Colboc          | RE (ENS)                 | ENS                      | 17 092       | 27,65        | Retrait     | Retrait     |
|                          | Sophie Lagrée            | LR (UDC)                 | LR                       | 5 287        | 8,55         |             |             |
|                          | Kévin Gardeau            | LO                       | EXG                      | 731          | 1,18         |             |             |
|                          |                          |                          |                          |              |              |             |             |
| Votes valides            | Votes valides            | Votes valides            | Votes valides            | 61 812       | 97,36        | 57 794      | 90,84       |
| Votes blancs             | Votes blancs             | Votes blancs             | Votes blancs             | 1 145        | 1,80         | 4 367       | 6,86        |
| Votes nuls               | Votes nuls               | Votes nuls               | Votes nuls               | 531          | 0,84         | 1 463       | 2,30        |
| Total                    | Total                    | Total                    | Total                    | 63 488       | 100          | 63 624      | 100         |
| Abstention               | Abstention               | Abstention               | Abstention               | 29 246       | 31,54        | 29 115      | 31,39       |
| Inscrits / participation | Inscrits / participation | Inscrits / participation | Inscrits / participation | 92 734       | 68,46        | 92 739      | 68,61       |

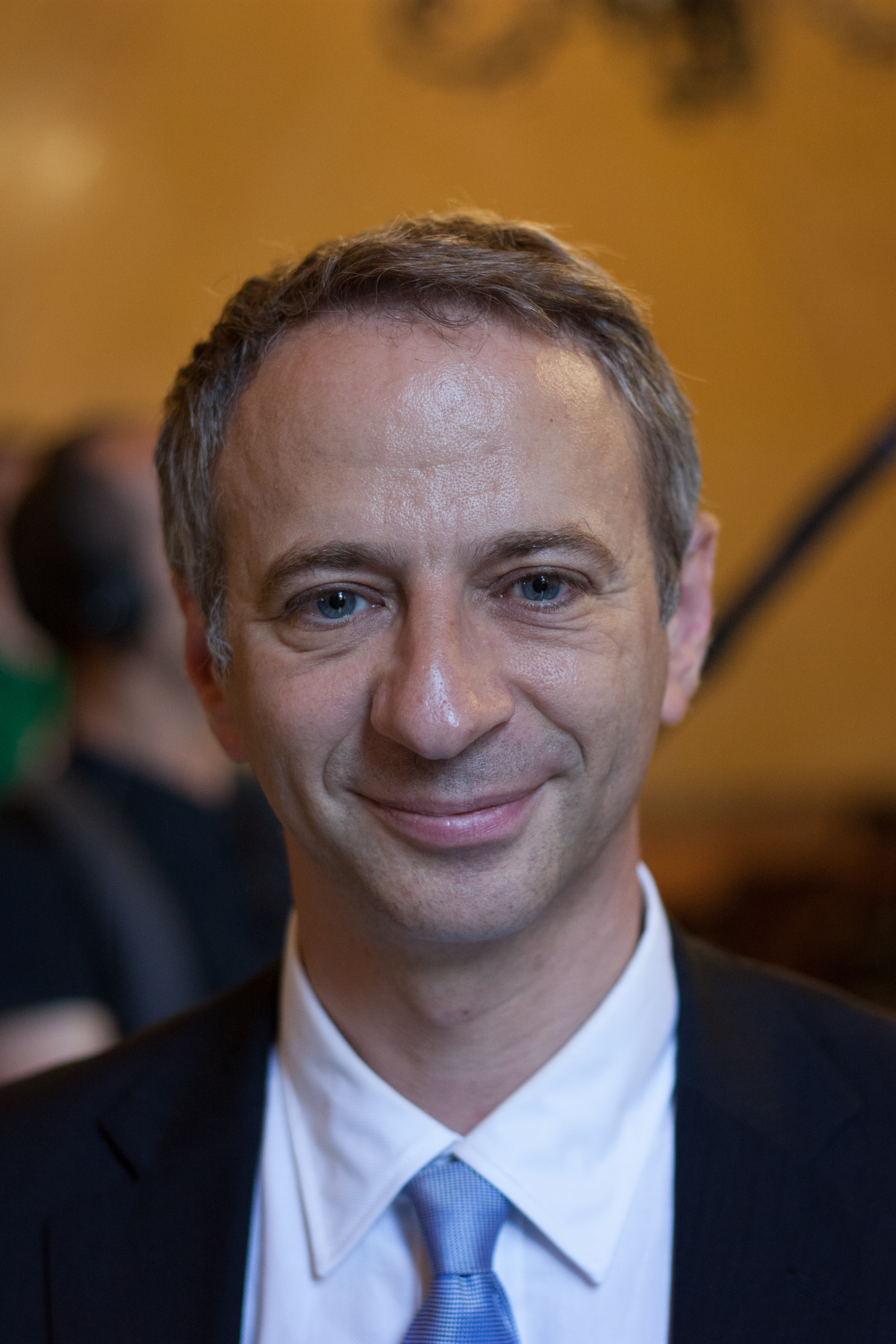
Laurent Baumel devient le deuxième député de gauche d'Indre-et-Loire.

La quatrième circonscription couvre le sud-ouest du département, ainsi que le sud de la métropole tourangelle, dont Joué-lès-Tours, deuxième ville la plus peuplée du département. Circonscription particulièrement disputée entre la gauche et la droite, elle est détenue depuis 2017 par la députée macroniste Fabienne Colboc, qui avait battu Laurent Baumel, député de l'aile gauche du Parti socialiste. En 2022, les deux personnalités font presque jeu égal, la député sortante étant réélue avec 50,5 % des voix seulement.
Deux ans plus tard, le Rassemblement national arrive en tête au premier tour, tandis que la députée sortante est troisième, se désiste et soutient Laurent Baumel. Ce dernier est largement élu au second tour, étant en tête dans quatre des sept chefs-lieux de cantons, avec 65 % des voix à Joué-lès-Tours, 62 % à Chinon et 59 % à Azay-le-Rideau. Le Rassemblement national est en tête à L'Île-Bouchard avec 56 % des suffrages, à Sainte-Maure-de-Touraine avec 53 % et à Richelieu avec 50,3 %. De manière générale, le RN réalise ici ses meilleurs scores du département, et progresse fortement partout y compris dans les plus grandes villes, comme par exemple à Chinon, avec 28 % des voix au premier tour, contre 14 % des voix en 2022.

#### Cinquième circonscription
Députée sortante : Sabine Thillaye (Mouvement démocrate)
| Candidat                 | Candidat                 | Parti et coalition       | Nuance                   | Premier tour | Premier tour | Second tour | Second tour |
| Candidat                 | Candidat                 | Parti et coalition       | Nuance                   | Voix         | %            | Voix        | %           |
| ------------------------ | ------------------------ | ------------------------ | ------------------------ | ------------ | ------------ | ----------- | ----------- |
|                          | François Ducamp          | RN                       | RN                       | 21 118       | 35,25        | 23 869      | 40,73       |
|                          | Sabine Thillaye          | MoDem (ENS)              | ENS                      | 16 025       | 26,75        | 34 741      | 59,27       |
|                          | Marina Coccia            | PCF (NFP)                | UG                       | 14 457       | 24,13        | Retrait     | Retrait     |
|                          | Constance Bales          | LR (UDC)                 | LR                       | 6 805        | 11,36        |             |             |
|                          | David Billon             | REC                      | REC                      | 809          | 1,35         |             |             |
|                          | Christine Delarue        | LO                       | EXG                      | 700          | 1,17         |             |             |
|                          |                          |                          |                          |              |              |             |             |
| Votes valides            | Votes valides            | Votes valides            | Votes valides            | 59 914       | 97,32        | 58 610      | 95,03       |
| Votes blancs             | Votes blancs             | Votes blancs             | Votes blancs             | 1 165        | 1,89         | 2 160       | 3,50        |
| Votes nuls               | Votes nuls               | Votes nuls               | Votes nuls               | 483          | 0,78         | 907         | 1,47        |
| Total                    | Total                    | Total                    | Total                    | 61 562       | 100          | 61 677      | 100         |
| Abstention               | Abstention               | Abstention               | Abstention               | 26 115       | 29,79        | 26 013      | 29,66       |
| Inscrits / participation | Inscrits / participation | Inscrits / participation | Inscrits / participation | 87 677       | 70,21        | 87 690      | 70,34       |

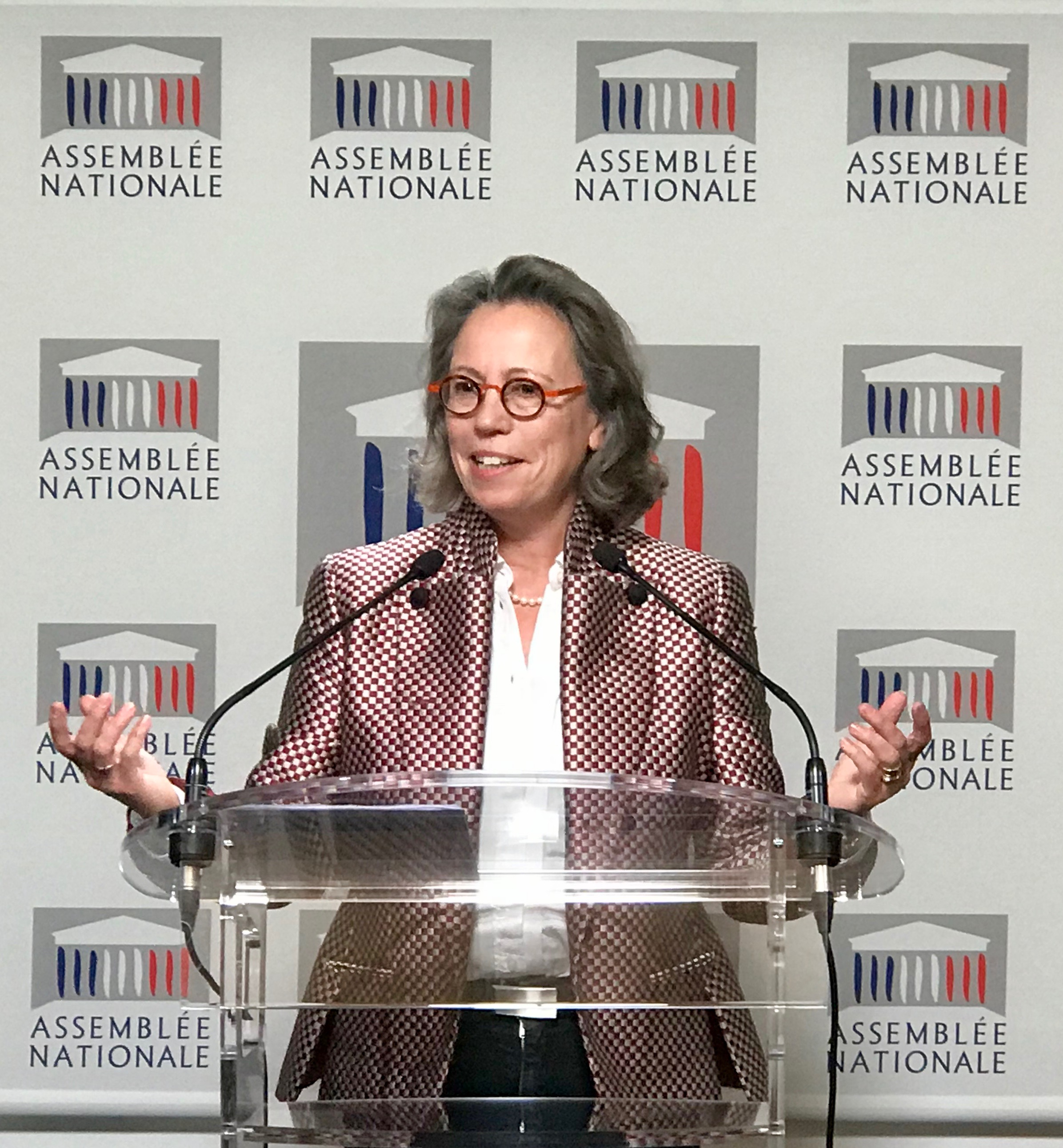
Sabine Thillaye, députée depuis 2017.

La cinquième circonscription couvre le nord-ouest du département, zone la plus rurale d'Indre-et-Loire, ainsi qu'une petite partie de Tours, soit l'ouest de Tours-Nord. Elle est ancrée à droite, détenue par le député Philippe Briand de 1993 à 2017, avant la victoire de la MoDem Sabine Thillaye en soutien à Emmanuel Macron. En 2022, le Rassemblement national arrive au second tour dans la circonscription, cas unique dans le département. Deux an plus tard, le parti de Marine Le Pen améliore considérablement son score et arrive largement en tête. Au second tour, la députée sortante est pourtant réélue avec une marge équivalente, profitant du désistement de la gauche et d'un puissant report de voix.
À Tours, la gauche est en tête avec 33 % des voix au premier tour et la député sortante obtient 64 % au second tour, mieux qu'en 2022 où elle avait obtenu 59 %, à rebours de la tendance générale. Elle est aussi largement en tête dans les villes proches de Tours, comme à Saint-Cyr-sur-Loire avec 70 % des voix. Plus loin, le Rassemblement national est en tête avec 55 % des voix à Château-la-Vallière, 52 % à Neuillé-Pont-Pierre ou 56 % à Savigné-sur-Lathan.